# オビクロモンサカタザメ
オビクロモンサカタザメ（Aptychotrema vincentiana）は、ノコギリエイ目の一種のエイ。種小名はタイプ産地のセントビンセント湾に由来する。

## 分布と生息地
西オーストラリア州のポートヘッドランドからビクトリア州とタスマニア州まで、オーストラリア西部と南部に分布する。湾、河口、沿岸および沖合の藻場や砂地、大陸棚に生息する。

## 形態
体は平らで細長い。体盤は楔形で、尾より短い。吻は細長く尖っている。目は小さく、後に噴水孔がある。口はアーチ状で、歯は同じ大きさ。腹面に5対の鰓孔がある。体盤の正中線上には眼の後ろから第二背鰭までまで棘が並ぶ。背鰭は二基あり、比較的後方にある。第二背鰭の方が小さく、尾鰭には下葉が無い。全長は最大1 m。
背面は灰褐色または黄色がかった色。体盤縁には暗色の帯がある。クロモンサカタザメ属の中では背面の暗色斑点がはっきりしているが、若い個体に斑点は無いことがある。腹面は白色。

## 生態
甲殻類や小型の硬骨魚を捕食する。卵胎生であり、産仔数は通常8、最大16。